# 小行星6009
小行星6009（英語：6009 Yuzuruyoshii）是一颗围绕太阳公转的小行星。1990年3月24日，埃莉諾·赫琳在帕洛马山发现了此天体。
这颗小行星的绝对星等为78.14207990629477等。